# Stavostroj
Stavostroj war ein tschechischer Maschinenbaukonzern aus Nové Město nad Metují, dessen Produktportfolio hauptsächlich Baumaschinen umfasste.

## Geschichte
Nach dem Zweiten Weltkrieg gab es in der wieder gegründeten Tschechoslowakei eine hohe Nachfrage nach Baumaschinen. 1946 wurde im nordböhmischen Nové Město nad Metují ein Unternehmen gegründet, das den Bedarf decken sollte. Stavostroj stellte zunächst Baustellenmaschinen, auch Förderbänder und LKW- sowie Baustellenkrane her. Ab 1952 wurde die Produktpalette sukzessive um Walzen und Radlader erweitert. Die Fahrzeuge wurden in den gesamten Ostblock exportiert. Im Zuge der Privatisierung nach der Samtenen Revolution geriet das Stavostroj in finanzielle Schwierigkeiten. Infolgedessen wurde das Unternehmen im Jahr 2005 in die Schweizer Ammann Gruppe (ebenfalls ein Baumaschinenhersteller) eingegliedert, die den Produktionsstandort Nové Město beibehielt, um im dortigen Werk Straßenwalzen, Rüttelplatten und Asphaltfertiger herzustellen.

## Fahrzeugmodelle

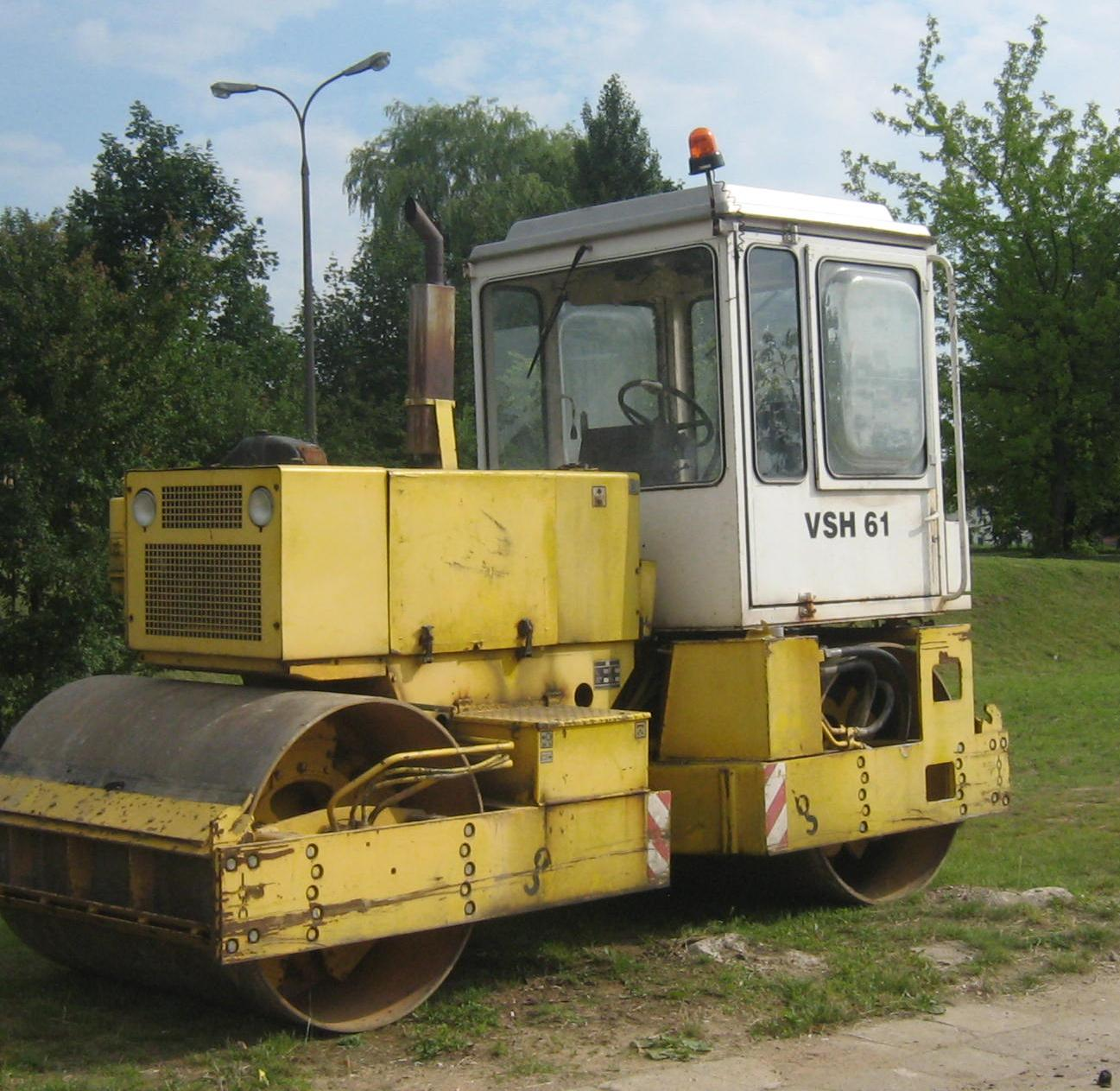
Stavostroj VSH 61

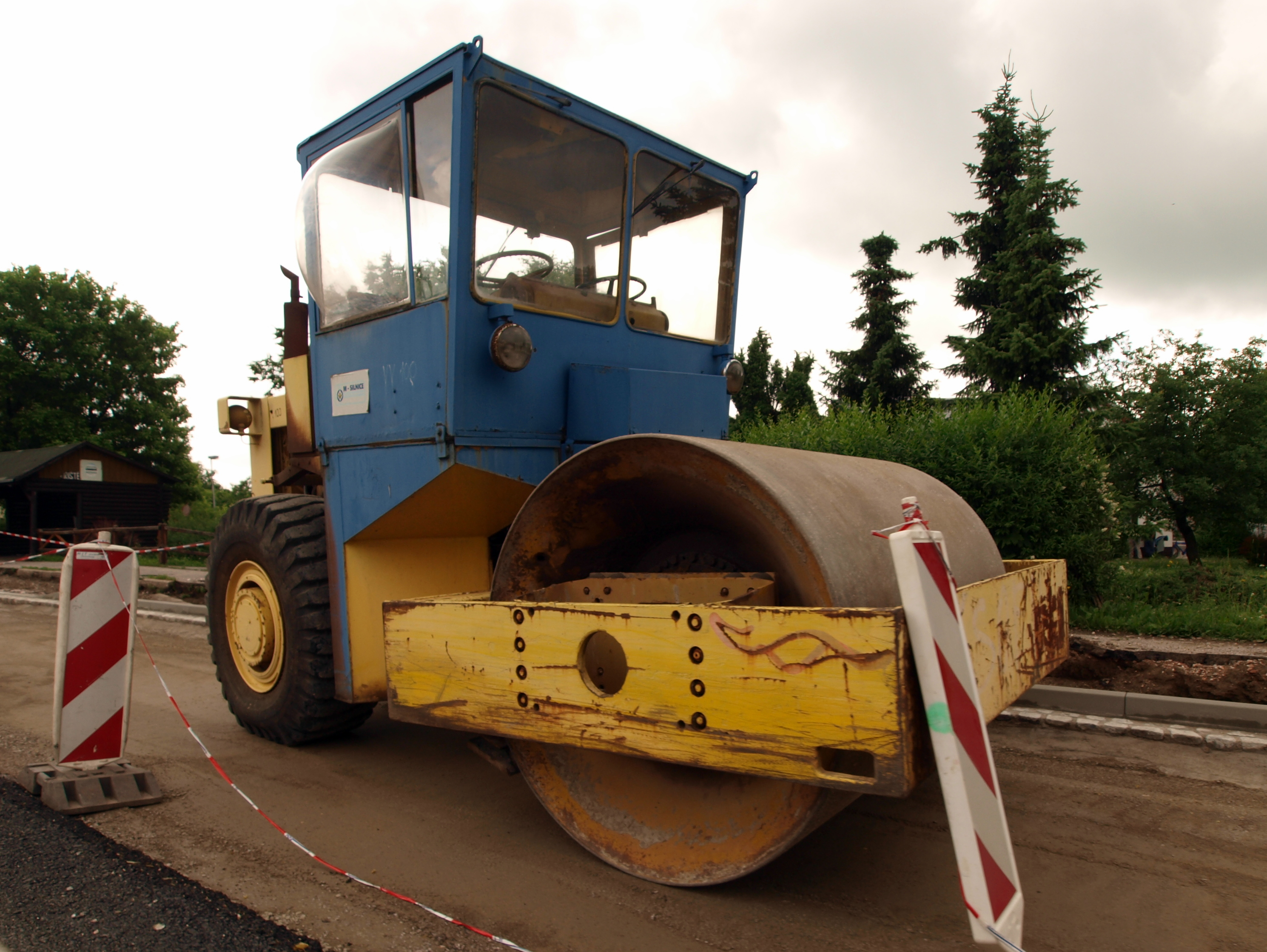
Stavostroj VV 100

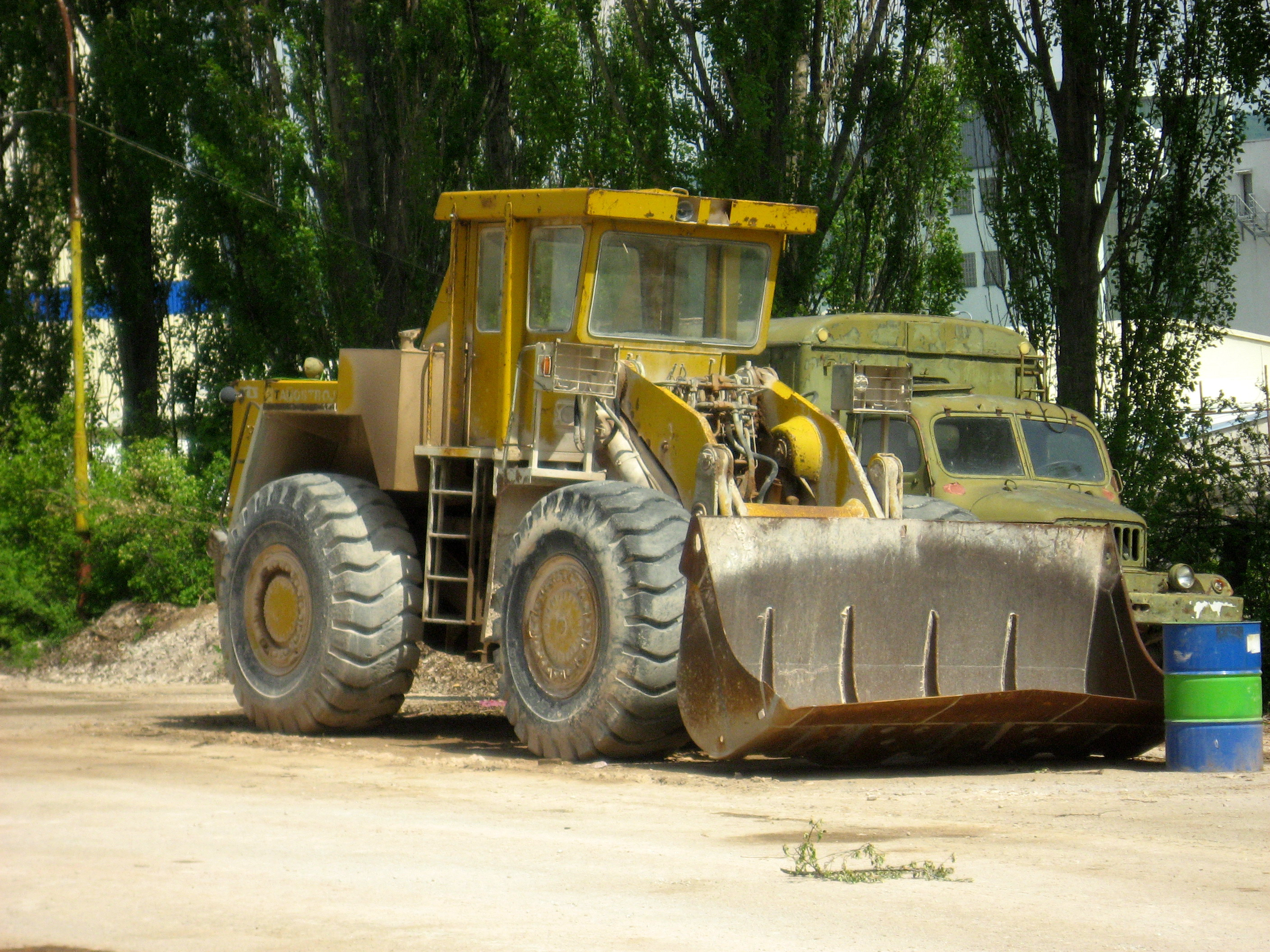
KNB 250

### Walzen
- VV100
- VV110
- VV111
- VV112
- VV113
- VV170
- VV200
- VV170J
- VV71PD
- VVW3403
- VSH 300, 400
- VSH 61, 61 K
- VSH 100
- VSH 150

### Radlader
- KN 250
- KNA 250
- KNB 250